# Grant Haskin
Grant Haskin (ur. 1968) – południowoafrykański samorządowiec, wicebumistrz (od 2007), od 29 kwietnia do 12 maja 2009 p.o. burmistrza Kapsztadu. 
Należy do Afrykańskiej Partii Chrześcijańsko-Demokratycznej. Z jej ramienia był członkiem samorządowej komisji ds. sportu w Kapsztadzie, po czym w 2007 mianowano go wiceburmistrzem miasta. W ratuszu zajmuje się głównie walką z narkotykami oraz pomocą społeczną (m.in. sierotom oraz dzieciom ulicy). W związku z objęciem przez Helen Zille funkcji premiera Zachodniego Kraju Przylądka w wyniku wyborów regionalnych, jakie miały miejsce 22 kwietnia 2009, od końca kwietnia do 12 maja 2009 pełnił obowiązki burmistrza Kapsztadu.
Jest żonaty z Melissą Haskin, mają razem syna Evandrosa.